# Oliarus agnata
Oliarus agnata är en insektsart som beskrevs av Giffard 1925. Oliarus agnata ingår i släktet Oliarus och familjen kilstritar. Inga underarter finns listade i Catalogue of Life.